# Straka-Akademie

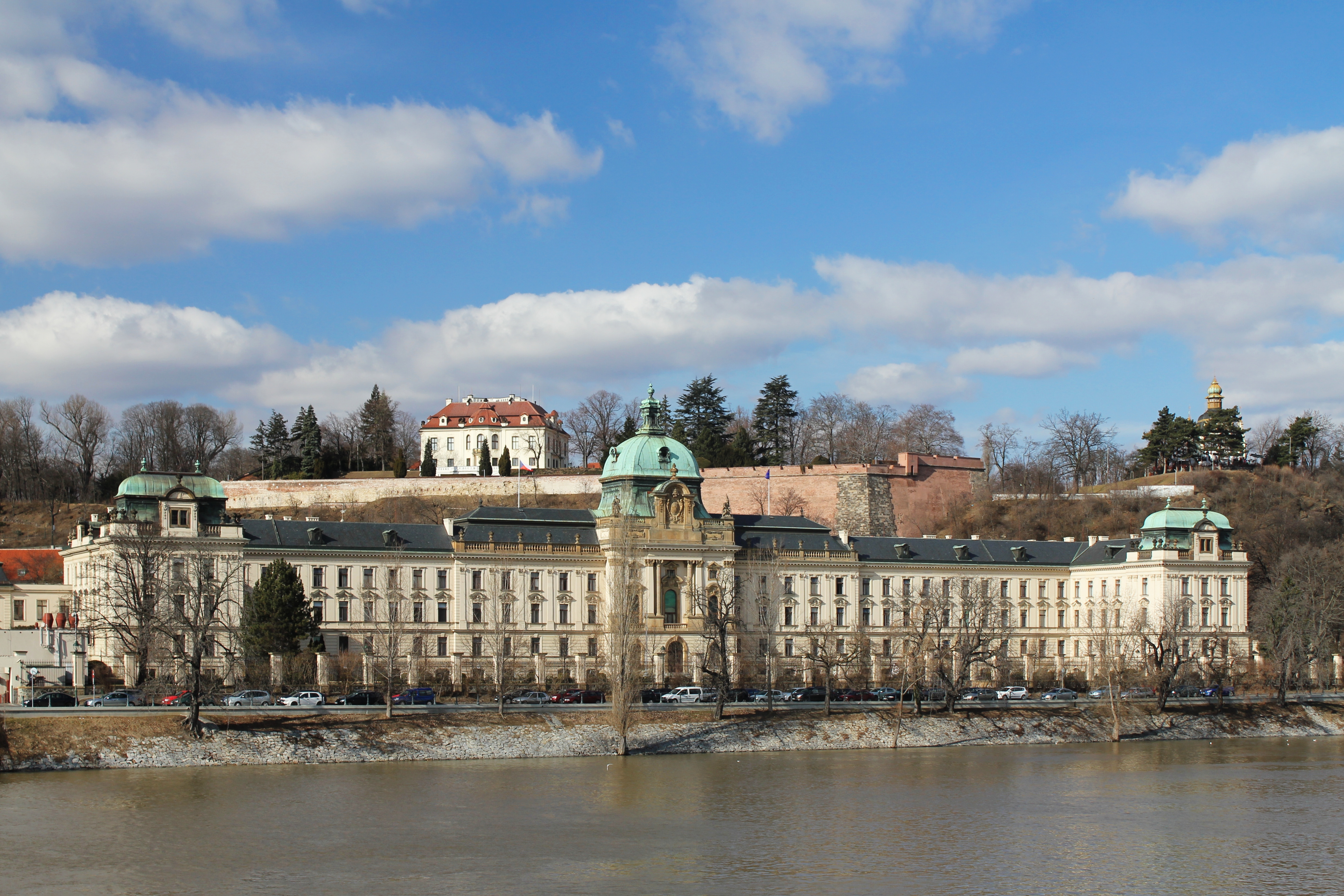
Straka-Akademie und Villa Kramář (Hintergrund) – Ansicht aus Richtung Mánes-Brücke am Moldauufer zu Prag.

Die Straka-Akademie (tschechisch Strakova akademie) ist der Sitz der Regierung der Tschechischen Republik in Prag. Das neobarocke Gebäude befindet sich am linken Ufer der Moldau auf der Kleinseite. Es diente ursprünglich als Internatsschule für Kinder verarmter böhmischer Adelsfamilien und umfasst auch eine Gartenanlage.

## Geschichte

### Bildungseinrichtung
Namensgeber der Straka-Akademie war der Geheimrat und Kämmerer des Königreiches Böhmen Jan Peter Straka von Nedabylic (1645–1720). Er verfügte in seinem 1710 niedergelegten Testament die Gründung der „Straka-Stiftung“ zur „Errichtung einer adeligen Ritterakademie für junge verarmte Adelige“. Administrativen Eingriffe der Wiener Regierung erschwerten es jedoch, den Willen des Erblassers zu erfüllen, indem man die Stiftung erst Anfang des 19. Jahrhunderts verfügte. Aus den anhängigen Mitteln wurden die edlen Stipendiaten beider Provinzsprachen unterstützt, das Bildungsinstitut selbst wurde erst Ende des 19. Jahrhunderts gebaut, die Akademie wurde 1897 eröffnet.
Erste Direktor der Straka-Akademie (1894–1909) war Josef Trakal. Von 1912 bis 1918 führte dieses Amt Alexander Zeyer, Neffe des Poeten Julius Zeyer.
Laut den historisch überlieferten Quellenangaben wurden die Stipendiaten in den an damaligen Bildungseinrichtungen üblichen Fächern unterrichte, wie beispielsweise Gesang, Zeichnen, Musik, Stenografie, aber auch Reiten und Fechten. Nach zweijähriger Laufzeit wurde hier das tschechisch-deutsche Gymnasium gegründet.

### Gebäude und Gartenanlage

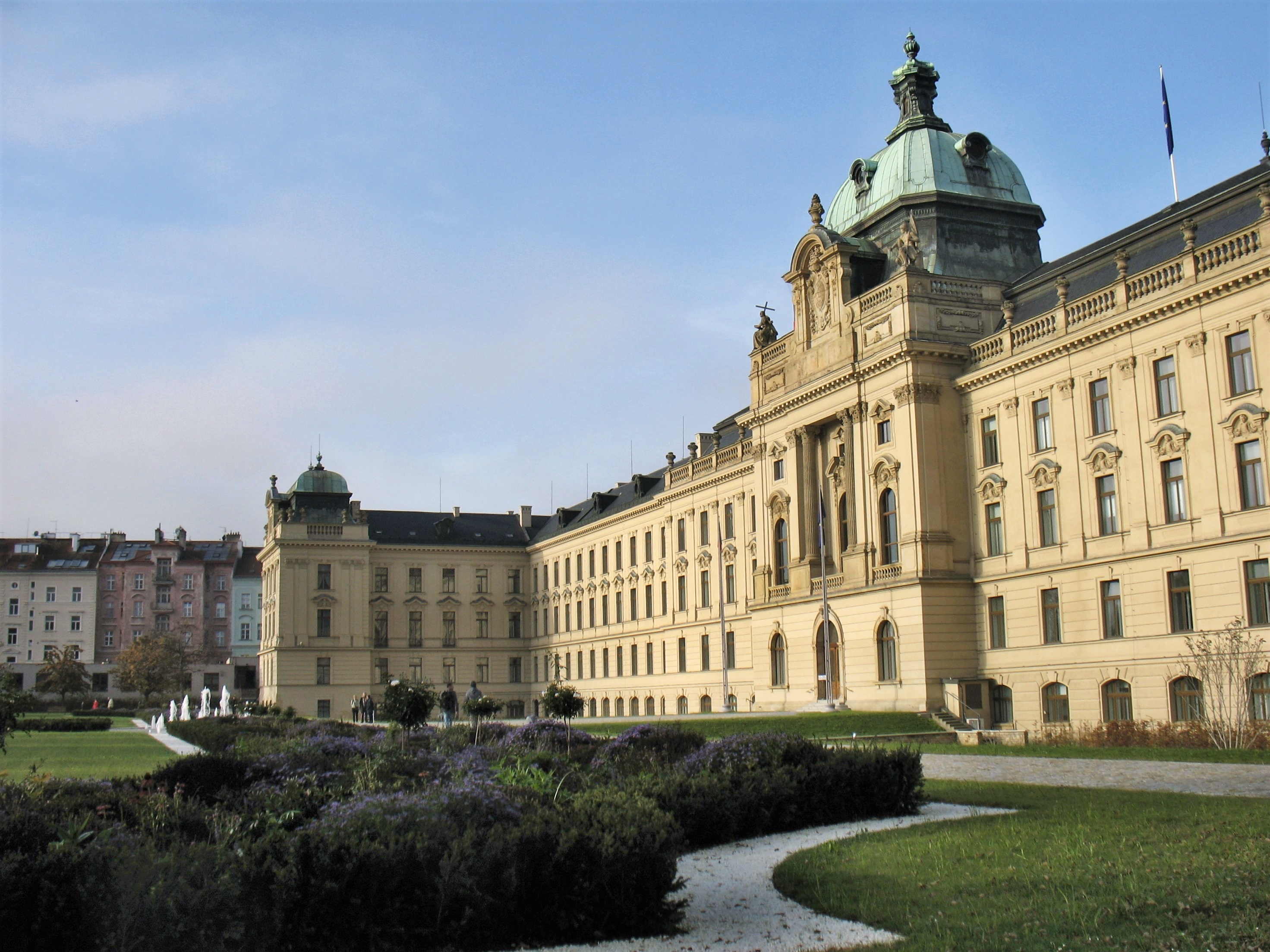
Garten

Das im neobarocken Stil erbaute zweistöckige Gebäude für etwa sechzig Stipendiaten, wurde vom Architekten Václav Roštlapil entworfen und zwischen 1891 und 1896 erbaut. Es war luxuriös eingerichtet und mit modernem Gerät ausgestattet. Zudem war es zentral beheizt (als erstes Gebäude in Prag), verfügte über Hallenbad, ganzjährig nutzbare Fitnessräume, Fechthalle und ein eigenständiges Krankenrevier. Im Erdgeschoss des Gebäudes befanden sich Klassenräume, Verwaltungsbüros, ein Festsaal und Schränke mit Anschauungs- und Lehrmaterialien. Erster und zweite Stock blieben den Studenten vorbehalten. Dies betraf Studierzimmer, Arbeitszimmer, Schlafzimmer und die Hauskapellen. An der Außen- und Innengestaltung des Gebäudes waren die Bildhauer Josef Mauder und Celda Klouček beteiligt.
Zur Straka-Akademie gehörte der angrenzende ehemalige Jesuitengarten, der unter der Leitung von František Josef Thomayer angelegt wurde. Die Errichtung des Gesamtensembles erfolgte im Zeitraum von vier Jahren (1893–1896) auf einer Fläche von 4.000 m². Der Garten selbst erstreckt sich über 17.000 m². Baubedingt kam es zum Abbruch der bis dato dort befindlichen Kapelle des hl. Ignatius. Die Baukosten überstiegen damals eine Million Kronen.

### Bekannte Persönlichkeiten
An der Akademie gab es eine Reihe später bekannter Persönlichkeiten. So die Geschwister aus dem Adelsgeschlecht Nádherný von Borutin, Sidonia, Karel und Jan, vermutlich ab 1897. Des Weiteren Antonín Podlaha der Kaplan und Seelsorger der Akademie (1895–1898) und spätere u. a. Weihbischof von Prag und Titularbischof zu Pafu.

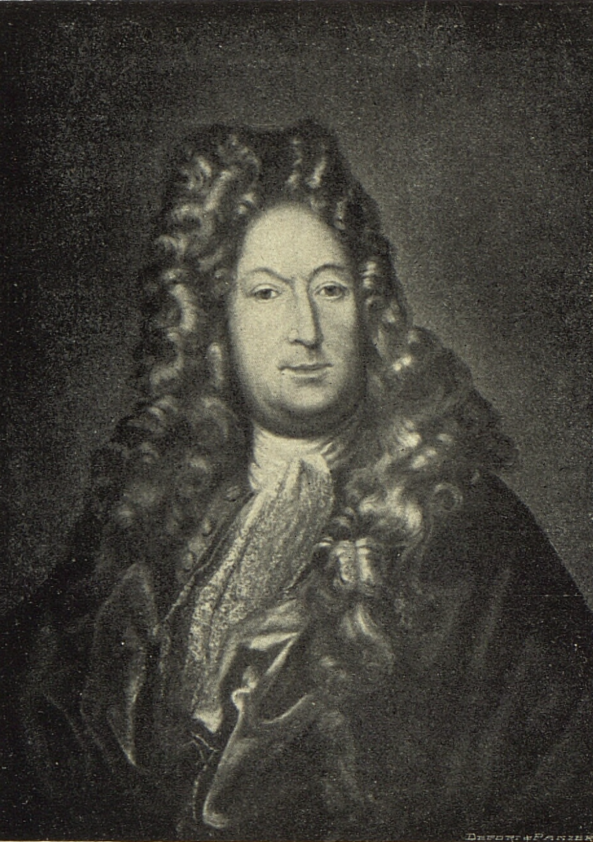
Stiftervater: Jan Peter Straka von Nedabylic
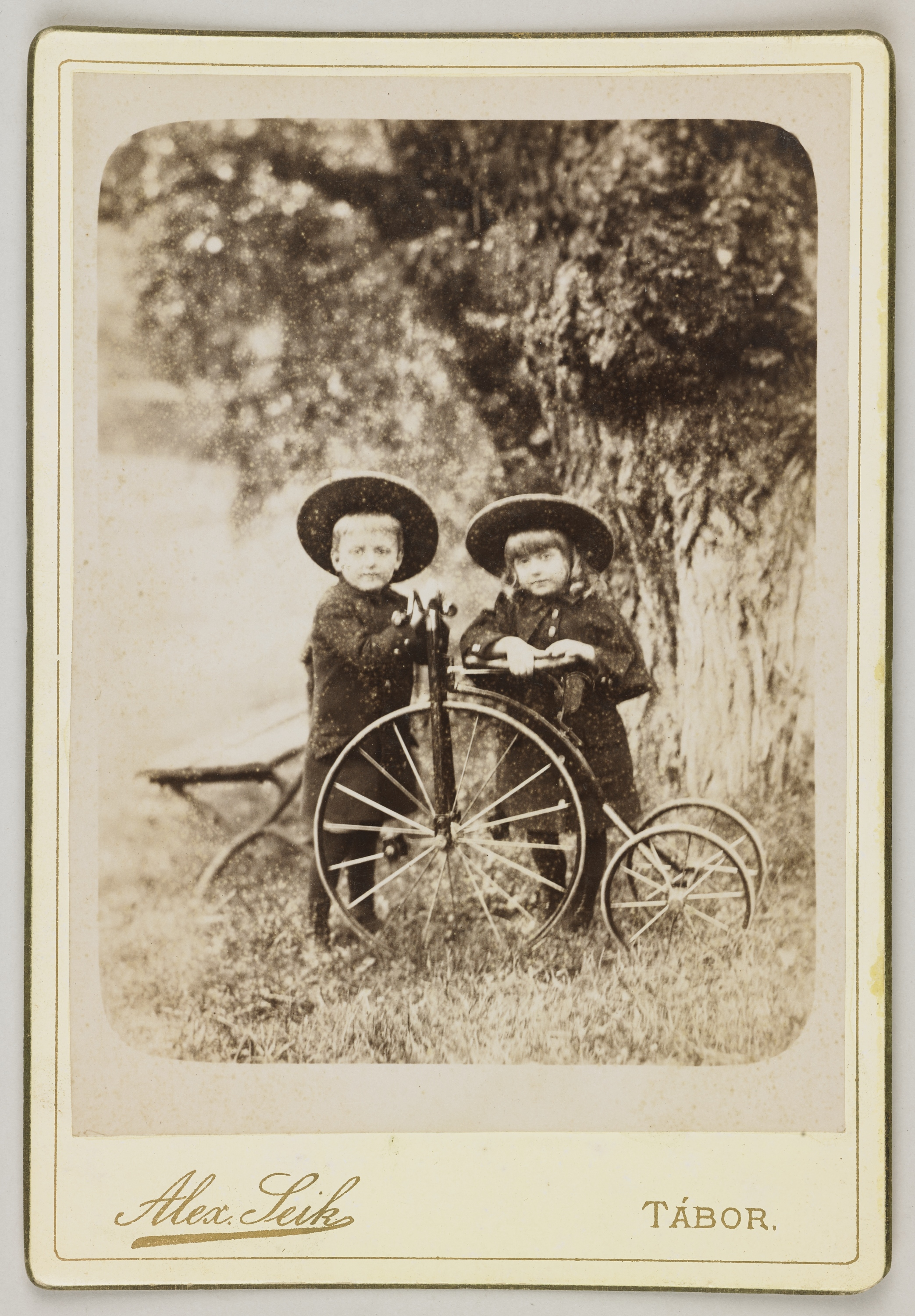
Sidonia und Karel Nádherný von Borutin
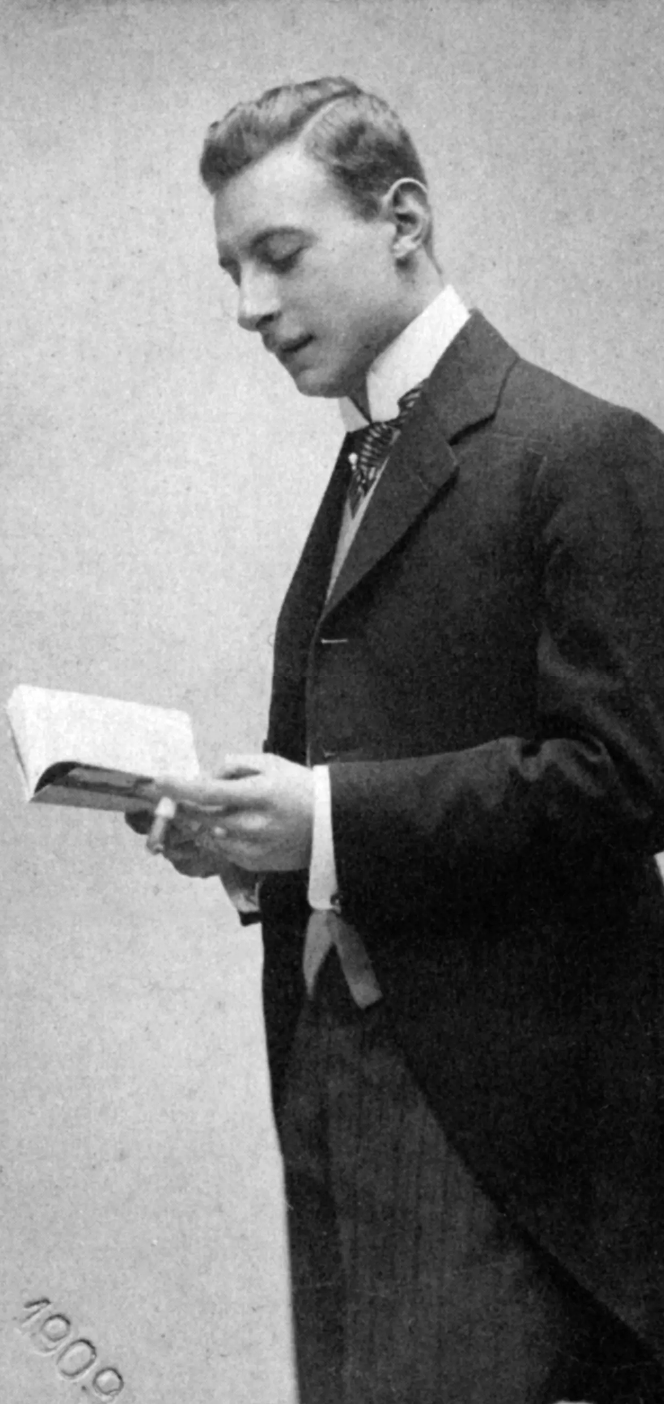
Jan Nádherný von Borutin
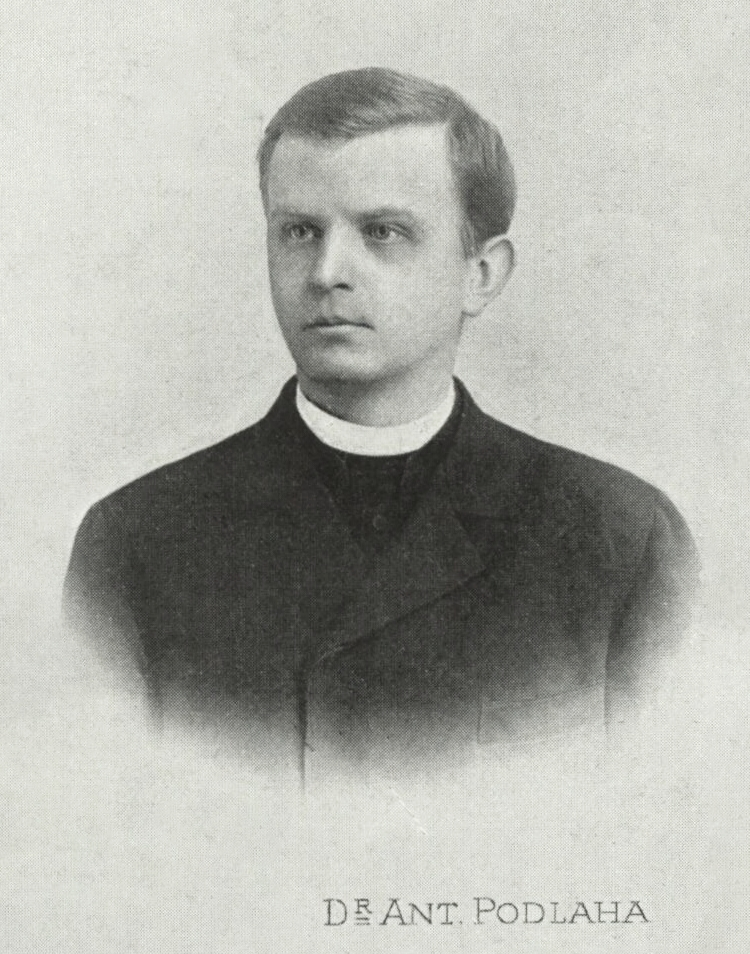
Kaplan und Seelsorger: Antonín Podlaha

### Erster Weltkrieg bis Ende der Straka-Stiftung 1938
Während des Ersten Weltkriegs wurde das Gebäude dem Roten Kreuz überlassen, das als Nachnutzer ein Krankenhaus mit 470 Betten einrichtete.
Der Festsaal diente fortan als Operationssaal und die Studenten-Stuben wurden zu Krankenzimmer umgewidmet.
Mit Kriegsende und Gründung der Ersten Tschechoslowakischen Republik 1918, änderte sich die Situation grundlegend. Fortan war der Gebrauch von Adelstitel öffentlich eher unerwünscht. Der neue Staat benötigte dringend Räumlichkeiten für den Staatsapparat, wofür die Straka-Immobilie bzw. das Krankenhaus für Verwaltung und Ministerien in Betracht gezogen wurden. Teile des Hauses  belegten fortan das Ministerium für öffentliche Versorgung, das Verteidigungsministeriums und das Amt für Statistik.
Das Gebäude insgesamt verblieb jedoch unter Kontrolle der „Vereinigung tschechoslowakischer Studenten“, die hier eine akademische Bibliothek, ein Internatsarchiv und ein „Haus für Akademiker“ unterhielt. Rein de jure gehörte das Gebäude unverändert der Straka-Stiftung, die eine symbolische Miete erhob, welche lediglich die Kosten für Unterhalt und Reparatur erbrachte. End Mai 1938 kam es zur Liquidierung des Fonds der Straka-Stiftung.

## Residenz der Regierung
Im April 1939 wurde das Bauwerk Residenz der Regierung des Protektorats Böhmen und Mähren. Danach erfuhr das Gebäude bis 1941 gravierende bauliche Veränderungen, die unter der Leitung des Architekten Ladislav Machoň standen. Zu den wichtigsten Vorhaben im Innenraum gehört der Bau einer repräsentativen Treppe, die zum Büro des Premierministers und dessen Dienst-Wohnung im ersten Stock führt. 1941 kam es zur Stillgelegt der Hauskapelle. Auch wurden eine Kfz-Zufahrt mit Toreinfahrt eingebracht, der Ehrenhof angelegt und Teile der repräsentativen Umzäunung entfernt. Die dekorativen Gitter am Haupttor zeigten das Familien-Wappen des Adelsgeschlechts Straka von Nedabylic.
Im Januar 1942 verfügten die deutschen Besatzer die Zwangs-Übernahmen des Gebäudes und die Einrichtung eines Sondergerichts. Der Festsaal und die ehemalige Hauskapelle wurden nach Entwurf vom Architekten Leopold Plestigger zum Gerichtssaal umgebaut.
Nach Kriegsende und Wieder-Herstellung demokratischer Verhältnisse in Form der Dritten Tschechoslowakischen Republik, beginnend ab 15. Mai 1945, wurde die Liegenschaft fortan im Interesse der Erfüllung staatlicher Aufgaben genutzt. Das Gebäude diente jetzt als Präsidialamt mit Amtssitz des ersten Nachkriegsministers Zdeněk Fierlinger. Im Zeitraum 1950 und 1951 wurde die ehemalige Hauskapelle auf Vorschlag von Premierminister Antonín Zápotocký zum Tagungsraum des Regierungs-Kabinetts umgestaltet.
Nach Auflösung der CSFR 1992 und der Bildung der beiden Nachfolgestaate Tschechien und die Slowakei wurde die Liegenschaft Straka-Akademie letztlich im Jahre 1993 Amtssitz der Regierung der Tschechischen Republik, nachdem der Umzug vom bisherigen Regierungssitz aus der Lazarskaya-Straße an das Ufer der Moldau auf der Prager Kleinseite vollzogen war.
1997, anlässlich des hundertsten Jahrestages der Eröffnung der Straka-Akademie, wurde in der Lobby des Gebäudes eine Gedenktafel enthüllt. Sie enthielt Auszüge des „letzten Willens“ des Grafen Jan Peter Straka von Nedabylic bezüglich der Gründung der Straka-Stiftung zu Prag. So schließt sich die Regierung der Tschechischen Republik symbolisch der geistigen Tradition des tschechischen Volkes und dem Erbe vergangener Generationen an.

## Adresse
Edvard Benec Platz 4/128; 110 00 Prag 1 – Malá Strana